# Breslau (vlčí smečka)
Breslau byla vlčí smečka německých ponorek operujících ve skupinách v Atlantském oceánu během 2. světové války.

## Breslau
Vlčí smečka Breslau operovala ve střední části Atlantiku, v období od 2. října 1941 do 29. října 1941 a zúčastnilo se jí šest ponorek. Tato skupina potopila celkem sedm obchodních lodí o celkové tonáži 21 578 BRT, dvě válečné lodi o celkové tonáži 2795 BRT a jednu válečnou loď o tonáži 6746 BRT poškodila

### Ponorky
| Ponorky, které se zúčastnily operace | Ponorky, které se zúčastnily operace | Ponorky, které se zúčastnily operace | Ponorky, které se zúčastnily operace | Ponorky, které se zúčastnily operace |
| ponorka                              | velitel                              | datum připojení                      | datum ukončení                       | poznámka                             |
| ------------------------------------ | ------------------------------------ | ------------------------------------ | ------------------------------------ | ------------------------------------ |
| U 71                                 | Walter Flachsenberg                  | 2. říjen 1941                        | 29. říjen 1941                       |                                      |
| U 83                                 | Hans-Werner Kraus                    | 2. říjen 1941                        | 29. říjen 1941                       |                                      |
| U 204                                | Walter Kell                          | 5. říjen 1941                        | 19. říjen 1941                       |                                      |
| U 206                                | Herbert Opitz                        | 2. říjen 1941                        | 23. říjen 1941                       |                                      |
| U 563                                | Klaus Bargsten                       | 4. říjen 1941                        | 29. říjen 1941                       |                                      |
| U 564                                | Reinhard Suhren                      | 2. říjen 1941                        | 29. říjen 1941                       |                                      |

### Přehled potopených lodí
| datum          | ponorka | velitel           | jméno lodi        | státní příslušnost | tonáž [BRT] | konvoj | osud      |
| -------------- | ------- | ----------------- | ----------------- | ------------------ | ----------- | ------ | --------- |
| 12. října 1941 | U 83    | Hans-Werner Kraus | Corte Real        | Portugalsko        | 2044        |        | potopena  |
| 14. října 1941 | U 204   | Walter Kell       | Aingeru Guardakoa | Španělsko          | 97          |        | potopena  |
| 14. října 1941 | U 206   | Herbert Opitz     | HMS Fleur de Lys  | Royal Navy         | 925         | OG 75  | potopena  |
| 19. října 1941 | U 206   | Herbert Opitz     | Baron Kelvin      | Velká Británie     | 3081        |        | potopena  |
| 19. října 1941 | U 204   | Walter Kell       | Inverlee          | Velká Británie     | 9158        |        | potopena  |
| 24. října 1941 | U 564   | Reinhard Suhren   | Alhama            | Velká Británie     | 1352        | HG 75  | potopena  |
| 24. října 1941 | U 564   | Reinhard Suhren   | Ariosto           | Velká Británie     | 2176        | HG 75  | potopena  |
| 24. října 1941 | U 564   | Reinhard Suhren   | Carsbreck         | Velká Británie     | 3670        | HG 75  | potopena  |
| 24. října 1941 | U 563   | Klaus Bargsten    | HMS Cossack       | Royal Navy         | 1870        | HG 75  | potopena  |
| 26. října 1941 | U 83    | Hans-Werner Kraus | HMS Ariguani      | Royal Navy         | 6746        | HG 75  | poškozena |